# Plionarctos
Plionarctos és un gènere extint de mamífers carnívors de la família dels ossos (Ursidae) que visqueren entre el Pliocè i el Plistocè a Nord-amèrica. Se n'han trobat restes fòssils als Estats Units. «P. telonensis», una suposada espècie francesa, es classifica actualment com a sinònim de l'os del Tibet. Plionarctos és el gènere més primitiu de la subfamília dels tremarctins, representada avui en dia per l'os d'antifaç (Tremarctos ornatus), del qual probablement és l'avantpassat.